# The Old Straight Track

The Old Straight Track: Its Mounds, Beacons, Moats, Sites and Mark Stones est un livre d'Alfred Watkins, d'abord publié en 1925, décrivant l'existence de soi-disant lignes de ley en Grande-Bretagne.
Watkins présente une exposition méthodique et approfondie de ses théories des lignes ley, à la suite d'une publication antérieure beaucoup plus courte, Early British Trackways (1922). Le livre a une préface, trente chapitres, quatre annexes et un index. Il y a beaucoup de figures et de photographies prises par l'auteur.
Le livre est considéré comme le premier livre écrit au sujet de Leys, et le premier livre à documenter et cartographier les lignes de ley présumées en Grande-Bretagne, principalement dans le sud de l'Angleterre.
Le livre a été négligé par les archéologues, mais a vu un regain d'intérêt avec la montée des idées du Nouvel Âge dans les années 1960. Les idées de Watkins ont également influencé la psychogéographie contemporaine, dont Lud Heat de Iain Sinclair (1975), qui à son tour a influencé le roman de Peter Ackroyd  Hawksmoor (1985).

## Réimpressions
Le livre a été réimprimé sous  (ISBN 0-349-13707-2) le 2 avril 1994 par Abacus. Les éditions ou réimpressions ont été publiées en 1925, 1933, 1945, 1948, 1970, 1974 et 1994. L'édition Abacus de 1970 a été réimprimée jusqu'en 1999 au moins, et porte un copyright daté de 1970, « Allen Watkins et Marion Watkins ».